# Alina Reh
Alina Reh (ur. 23 maja 1997 w Laichingen) – niemiecka lekkoatletka specjalizująca się w biegach średnich i długich.
W 2013 była piąta na mistrzostwach świata juniorów młodszych oraz sięgnęła po brąz mistrzostw Europy w przełajach w drużynie juniorek. Po wygranej w europejskich kwalifikacjach, startowała na igrzyskach olimpijskich młodzieży w Nankin (2014), podczas których zdobyła srebrny medal w 3000 metrów. W tym samym roku zdobyła brązowy medal mistrzostw Europy w biegach przełajowych w drużynie juniorek. Podwójna złota medalistka juniorskich mistrzostw Starego Kontynentu (2015). W tym samym roku zdobyła złoto i brąz na mistrzostwach Europy w biegach na przełaj. Ósma zawodniczka biegu na 3000 metrów podczas halowych mistrzostw Europy w Belgradzie (2017). W tym samym roku zdobyła srebro w biegu na 5000 metrów podczas młodzieżowych mistrzostw Europy.
Złota medalistka mistrzostw Niemiec.

## Osiągnięcia
| Rok  | Impreza                                               | Miejsce    | Konkurencja           | Pozycja    | Wynik    |
| ---- | ----------------------------------------------------- | ---------- | --------------------- | ---------- | -------- |
| 2013 | Mistrzostwa świata juniorów młodszych                 | Donieck    | bieg na 3000 m        | 5. miejsce | 9:20,99  |
| 2013 | Mistrzostwa Europy w biegach przełajowych             | Belgrad    | bieg juniorek         | 5. miejsce | 13:34    |
| 2013 | Mistrzostwa Europy w biegach przełajowych             | Belgrad    | drużyna juniorek      | 3. miejsce |          |
| 2014 | Kwalifikacje Europy do igrzysk olimpijskich młodzieży | Baku       | bieg na 3000 m        | 1. miejsce | 9:26,52  |
| 2014 | Igrzyska olimpijskie młodzieży                        | Nankin     | bieg na 3000 m        | 2. miejsce | 9:05,07  |
| 2014 | Mistrzostwa Europy w biegach przełajowych             | Samokow    | bieg juniorek         | 4. miejsce | 14:34    |
| 2014 | Mistrzostwa Europy w biegach przełajowych             | Samokow    | drużyna juniorek      | 3. miejsce |          |
| 2015 | Mistrzostwa Europy juniorów                           | Eskilstuna | bieg na 3000 m        | 1. miejsce | 9:12,29  |
| 2015 | Mistrzostwa Europy juniorów                           | Eskilstuna | bieg na 5000 m        | 1. miejsce | 16:02,01 |
| 2015 | Mistrzostwa Europy w biegach przełajowych             | Hyères     | bieg juniorek         | 3. miejsce | 13:20    |
| 2015 | Mistrzostwa Europy w biegach przełajowych             | Hyères     | drużyna juniorek      | 1. miejsce |          |
| 2016 | Mistrzostwa świata juniorów                           | Bydgoszcz  | bieg na 5000 m        | 9. miejsce | 15:41,62 |
| 2016 | Mistrzostwa Europy w biegach przełajowych             | Chia       | bieg juniorek         | 4. miejsce | 12:53    |
| 2016 | Mistrzostwa Europy w biegach przełajowych             | Chia       | drużyna juniorek      | 2. miejsce |          |
| 2017 | Halowe mistrzostwa Europy                             | Belgrad    | bieg na 3000 m        | 8. miejsce | 8:57,87  |
| 2017 | Superliga drużynowych mistrzostw Europy               | Lille      | bieg na 5000 m        | 3. miejsce | 15:32,50 |
| 2017 | Młodzieżowe mistrzostwa Europy                        | Bydgoszcz  | bieg na 5000 m        | 2. miejsce | 15:10,57 |
| 2017 | Mistrzostwa świata                                    | Londyn     | bieg na 5000 m        | eliminacje | 15:10,01 |
| 2017 | Mistrzostwa Europy w biegach przełajowych             | Šamorín    | bieg młodzieżowców    | 1. miejsce | 20:22    |
| 2017 | Mistrzostwa Europy w biegach przełajowych             | Šamorín    | drużyna młodzieżowców | 2. miejsce |          |
| 2018 | Mistrzostwa Europy                                    | Berlin     | bieg na 10 000 m      | 3. miejsce | 32:28,48 |
| 2019 | Halowe mistrzostwa Europy                             | Glasgow    | bieg na 3000 m        | 4. miejsce | 8:39,45  |
| 2019 | Młodzieżowe mistrzostwa Europy                        | Gävle      | bieg na 5000 m        | 2. miejsce | 15:11,25 |
| 2019 | Młodzieżowe mistrzostwa Europy                        | Gävle      | bieg na 10 000 m      | 1. miejsce | 31:39,34 |
| 2019 | Mistrzostwa świata                                    | Doha       | bieg na 10 000 m      | –          | DNF      |
| 2021 | Mistrzostwa Europy w biegach przełajowych             | Dublin     | bieg seniorek         | 3. miejsce | 26:53    |
| 2021 | Mistrzostwa Europy w biegach przełajowych             | Dublin     | drużyna seniorek      | 2. miejsce |          |
| 2022 | Puchar Europy w biegu na 10 000 metrów                | Pacé       | bieg na 10 000 m      | 2. miejsce | 31:39,86 |
| 2022 | Mistrzostwa świata                                    | Eugene     | bieg na 5000 m        | eliminacje | 15:13,92 |
| 2022 | Mistrzostwa Europy                                    | Monachium  | bieg na 5000 m        | –          | DNF      |
| 2022 | Mistrzostwa Europy                                    | Monachium  | bieg na 10 000 m      | 8. miejsce | 32:14,02 |
| 2022 | Mistrzostwa Europy w biegach przełajowych             | Turyn      | bieg seniorek         | 3. miejsce | 27:19    |
| 2022 | Mistrzostwa Europy w biegach przełajowych             | Turyn      | drużyna seniorek      | 1. miejsce |          |

## Rekordy życiowe
- bieg na 1500 metrów – 4:13,11 (2017)
- bieg na 3000 metrów (stadion) – 9:05,07 (2014)
- bieg na 3000 metrów (hala) – 8:39,45 (2019)
- bieg na 5000 metrów – 15:04,10 (2019)